# Baron Annaly

Wappen der Barone Annaly (1766 und 1789)

Wappen der Barone Annaly (1863)

Baron Annaly ist ein erblicher britischer Adelstitel, der zweimal in der Peerage of Ireland und einmal in der Peerage of the United Kingdom verliehen wurde.

## Verleihungen
Erstmals wurde am 17. Januar 1766 in der Peerage of Ireland der Titel Baron Annaly, of Tenelick in the County of Longford, für den irischen Politiker und Juristen John Gore geschaffen. Der Titel erlosch bei dessen kinderlosem Tod am 3. April 1784.
In zweiter Verleihung wurde am 23. September 1789 in der Peerage of Ireland der Titel Baron Annaly, of Tenelick in the County of Longford, für den irischen Politiker Henry Gore neu geschaffen. Er war der Bruder des verstorbenen Barons erster Verleihung. Auch er hinterließ keine Erben, sodass der Titel bei seinem Tod am 5. Juni 1793 erlosch.
Zuletzt wurde am 19. August 1863 in der Peerage of the United Kingdom der Titel Baron Annaly, of Annaly and Rathcline in the County of Longford, dem liberalen Politiker Henry White verliehen. Heutiger Titelinhaber ist seit 1990 dessen Ur-ur-urenkel Luke White als 6. Baron.

## Liste der Barone Annaly

### Barone Annaly, erste Verleihung (1766)
- John Gore, 1. Baron Annaly (1718–1784)

### Barone Annaly, zweite Verleihung (1789)
- Henry Gore, 1. Baron Annaly (1728–1793)

### Barone Annaly, dritte Verleihung (1863)
- Henry White, 1. Baron Annaly (1791–1873)
- Luke White, 2. Baron Annaly (1829–1888)
- Luke White, 3. Baron Annaly (1857–1922)
- Luke White, 4. Baron Annaly (1885–1970)
- Luke White, 5. Baron Annaly (1927–1990)
- Luke White, 6. Baron Annaly (* 1954)

Titelerbe (heir apparent) ist der Sohn des aktuellen Titelinhabers, Hon. Luke White (* 1990).